# Maruane II
Maruane ibne Maomé ibne Maruane (em árabe: مروان بن محمد بن مروان بن الحكم; romaniz.: Marwan ibn Muhammad ibn Marwan; lit. "Maruane, filho de Maomé, filho de Maruane"), melhor conhecido como 'Marvão II ou Maruane II, foi o último califa omíada, com reinado entre 744 e sua morte, em 750.

## General e governador
Em 732-733 (114AH), o califa Hixame ibne Abedal Maleque escolheu Maruane como governador da Armênia e do Azerbaijão. Em 735-736, Maruane invadiu a Geórgia, devastou-a e tomou três fortalezas que estavam nas mãos dos alanos, celebrando, por fim, uma paz com Tumane Xá. Quatro anos depois, ele lançou novos ataques e conseguiu arrancar tributos de seus inimigos. Em 744-745, ao saber que havia uma complô para derrubar Ualide II, Maruane escreveu para os parentes na Armênia tentando fortemente dissuadi-los, alegando principalmente o bem maior que seria a preservação da estabilidade na casa dos omíadas.
Quando Iázide III persistiu no plano para derrubar Ualide, Maruane a princípio se opôs, mas acabou jurando-lhe lealdade. Com a morte prematura de Iázide, Maruane seguiu o seu próprio plano, ignorando o sucessor designado de Iázide, Ibraim ibne Ualide, e se denominou califa. Ibrahim tentou inicialmente se esconder, mas acabou implorando a Maruane que garantisse a sua segurança pessoal se ele abdicasse. Maruane concedeu o pedido e chegou mesmo a acompanhar o califa deposto até a antiga casa do califa Hixame em Rusafa, onde ele passou a viver.

## Califa
Maruane então nomeou seus dois filhos, Ubaide Alá e Abedalá, como herdeiros e apontou governadores para ajudá-lo a consolidar sua autoridade. Porém, os sentimentos antiomíadas já eram muito prevalentes, principalmente no território onde hoje estão o Irã e o Iraque. Os abássidas conseguiram angariar muito apoio na região, o que deixou Maruane com a ingrata tarefa de tentar manter coesa a casa dos omíadas, que se despedaçava em brigas internas.
O novo califa tomou Emesa após um amargo cerco que durou dez meses. Na mesma época, Adaaque ibne Cais Axaibani iniciou uma revolta entre os carijitas, chegando a derrotar as forças sírias para tomar Cufa. Os carijitas avançaram sobre a cidade de Moçul e foram derrotados, juntamente com o general rebelde Solimão ibne Hixame, que se juntara a eles. Durante a luta, o sucessor de Daaque, conseguiu alguns sucessos iniciais empurrando o centro das forças de Maruane e chegou até a tomar o campo do califa, sentando em seu carpete. Porém, ele e os que estavam com ele morreram na batalha. Ele foi sucedido por Axaibani. Maruane perseguiu tanto ele quanto Solimão até Moçul e os cercou lá por seis meses. Quando o califa recebeu reforços conseguiu expulsá-los, com Axaibani fugindo para Barém, onde foi assassinado e Solimão, para a Índia.

### Revolta Abássida
No Coração havia uma discórdia interna entre o governador omíada Nácer ibne Saiar e seus adversários, Alharite e Alcirmani e que acabou uma luta aberta. Quando enviados abássidas chegaram, eles exacerbaram um fervor religioso já existente, principalmente na forma de uma expectativa quase messiânica sobre a ascendência abássida. No Ramadã de 747, os abássidas iniciaram uma revolta aberta e Nácer enviou um de seus assessores, Iázide, contra eles. Ele acabou derrotado e foi levado como prisioneiro. Iázide se impressionou com os abássidas e, quando foi solto, informou a Nácer que queria se juntar a eles, mas acabou mantendo a sua lealdade ao antigo mestre.
A luta continuou por toda a região do Coração, com os abássidas conseguindo cada vez mais vitórias. Finalmente, Nácer acabou adoecendo e morreu em Rayy em 9 de novembro de 748, aos 85 anos. O avanço abássida foi fortalecido e eles tomaram Hejaz. Mas a derrota definitiva de Maruane veio pelas mãos de Açafá às margens do Grande Zabe, na chamada Batalha de Zabe. Somente nela, mais de 300 membros da casa dos omíadas caíram. Maruane abandonou Damasco e fugiu para o Egito, onde foi capturado e morto em 6 de agosto de 750. Seus filhos, Ubaide Alá e Abedalá, conseguiram chegar até a Etiópia, onde o primeiro acabou morrendo na luta.
A morte de Maruane marcou o final do Califado Omíada no oriente e a ela se seguiu um grande massacre dos omíadas pelos abássidas. Quase toda a dinastia foi morta, com exceção de um talentoso príncipe, Abderramão, que escapou para a Espanha islâmica e fundou ali uma dinastia omíada ali, o Emirado de Córdova.